# Dierks (Arkansas)
Dierks è una città degli Stati Uniti d'America situata nel centro-nord dello Stato dell'Arkansas. Fa parte della Contea di Howard.

## Geografia fisica
Dierks si situa a 34°7′11″N, 94°1′3″O. L'U.S. Census Bureau certifica che Dierks occupa un'area totale di 4,8 km², di cui 4,8 km² di terra e 0,0 km² di acqua.

## Società

### Evoluzione demografica
Al censimento del 2000, risultarono 1 230 abitanti, 465 nuclei familiari e 349 famiglie residenti in città. Ci sono 542 alloggi con una densità di 112.5 /km². La composizione etnica della città è 95.93% bianchi, 0.57% afroamericani, 1.14% nativi americani, 0.08% asiatici, 0.81% di altre razze e 1.95% ispanici e latino-americani. Dei 465 nuclei familiari il 32.5% ha figli di età inferiore ai 18 anni che vivono in casa, 63.9% sono coppie sposate che vivono assieme, 6.9% è composto da donne con marito assente, e il 24.9% sono non-famiglie. Il 22.4% di tutti i nuclei familiari è composto da singoli 13.8% da singoli con più 65 anni di età. La dimensione media di un nucleo familiare è di 2.56 mentre la dimensione media di una famiglia è di 2.96. La suddivisione della popolazione per fasce d'età è la seguente: 25.1% sotto i 18 anni, 8.3% dai 18 ai 24, 26.7% dai 25 ai 44, 19.8% dai 45 ai 64, e il 20.1% oltre 65 anni. L'età media è di 38 anni. Per ogni 100 donne ci sono 85.8 maschi. Per ogni 100 donne sopra i 18 anni, ci sono 85.3 maschi. Il reddito medio di un nucleo familiare è di $27,900 mentre per le famiglie è di $31,667. Gli uomini hanno un reddito medio di $26,765 contro $18,125 delle donne. Il reddito pro capite della città è di $13,515. Circa il 9.8% delle famiglie e il 12.6% della popolazione è sotto la soglia della povertà. Sul totale della popolazione il 15.5% dei minori di 18 anni e il 22.1% di chi ha più di 65 anni vive sotto la soglia della povertà.